# Craighead megye
Craighead megye az Amerikai Egyesült Államokban, azon belül Arkansas államban található. Megyeszékhelye Jonesboro és Lake City. Lakosainak száma 111 231 fő (2020. április 1.). Craighead megye Greene, Poinsett, Dunklin, Mississippi, Lawrence és Jackson megyékkel határos.

## Népesség
A megye népességének változása:
| Lakosok száma | 96 726 | 98 374 | 99 920 | 101 488 | 104 354 | 111 231 |
|               | 2010   | 2011   | 2012   | 2013    | 2015    | 2020    |